# Икона Божией Матери Доброго совета
Икона Божией Матери Доброго совета, согласно преданию, была явлена в Дженаццано 25 апреля 1467 года, в день памяти святого апостола и евангелиста Марка, покровителя города, на стене городского храма. Образ вскоре стал предметом большого почитания. Согласно одному из преданий, образ был перенесён ангелами из Шкодера ради спасения от турок, вторгшихся в Албанию.

## История
Искусствоведы, с которыми консультировались во время реставрации, проводившейся в период с 1957 по 1959 год, предполагают, что изображение Божией Матери когда-то было частью большой фрески, которая покрывала стену, а затем была покрыта штукатуркой. Они считают, что фреска, вероятно, принадлежит художнику начала XV века Джентиле да Фабриано, и написана, вероятно, во времена папы Мартина V (1417-1431).